# Петыки
Петыки (укр. Петики) — село в Мостисской городской общине Яворовского района Львовской области Украины.
Население по переписи 2001 года составляло 10 человек. Занимает площадь 0,052 км². Почтовый индекс — 81310. Телефонный код — 3234.